# El Pozuelo
El Pozuelo è un comune spagnolo di 100 abitanti situato nella comunità autonoma di Castiglia-La Mancia.